# 1901 dans les parcs de loisirs
| Années des parcs de loisirs : 1898 - 1899 - 1900 - 1901 - 1902 - 1903 - 1904    |
| Décennies des parcs de loisirs : 1870 - 1880 - 1890 - 1900 - 1910 - 1920 - 1930 |

## Les parcs d'attractions

### Ouverture
- Tibidabo (en) ( Espagne)
- Electric Park à Niverville ( États-Unis)

## Les attractions

### Montagnes russes
| Nom de l'attraction | Type    | Constructeur    | Parc         | Pays       |
| ------------------- | ------- | --------------- | ------------ | ---------- |
| Loop-The-Loop       | En bois | Edward Prescott | Coney Island | États-Unis |

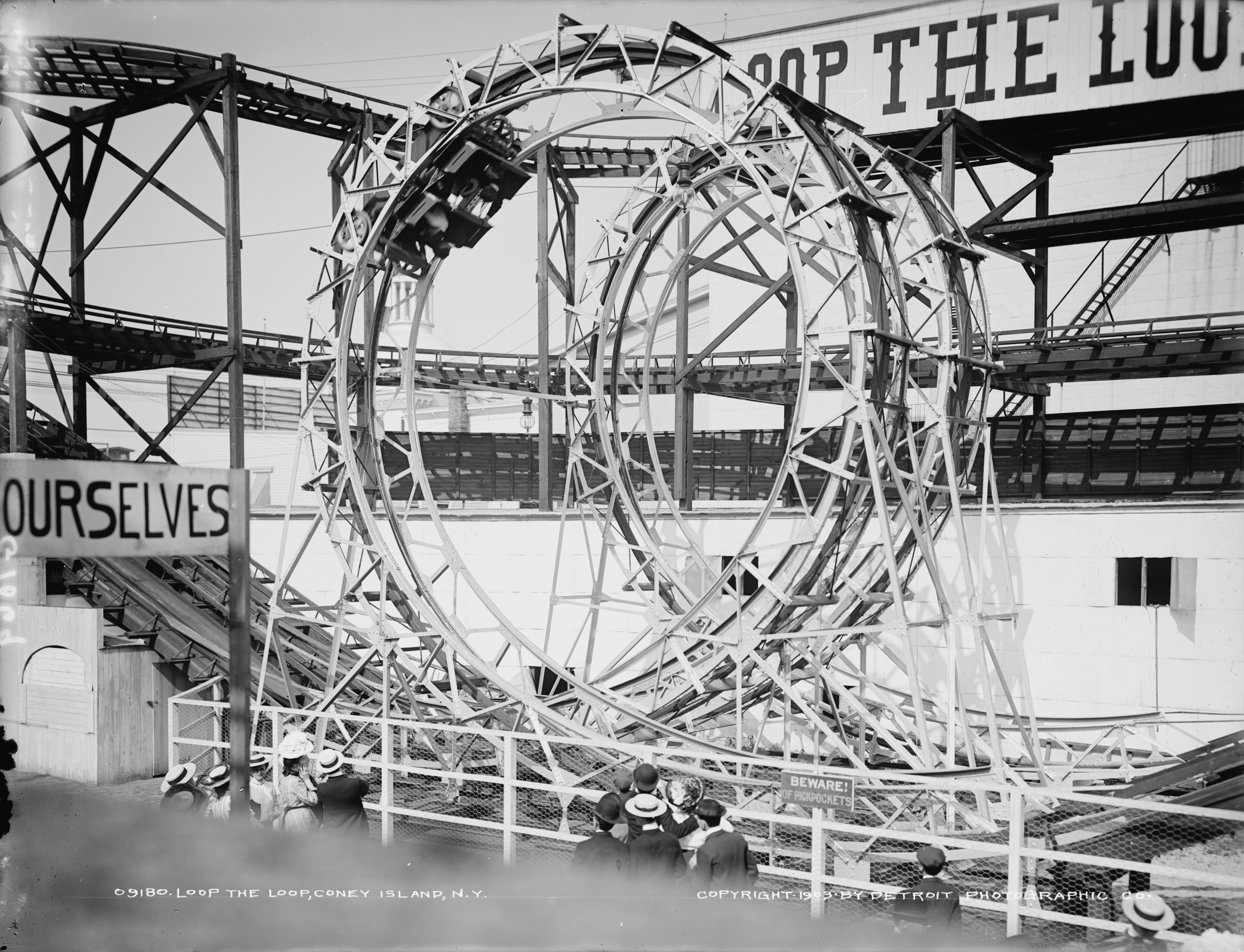
Loop-The-Loop à Coney Island

### Autres attractions
| Nom              | Type/Modèle | Constructeur | Parc      | Pays       |
| ---------------- | ----------- | ------------ | --------- | ---------- |
| Fairyland Floats | Old Mill    |              | Kennywood | États-Unis |